# Yoda Yuichi
Yuichi Yoda (sinh ngày 25 tháng 6 năm 1977) là một cầu thủ bóng đá người Nhật Bản.

## Sự nghiệp câu lạc bộ
Yuichi Yoda đã từng chơi cho Vissel Kobe, Yokohama FC, Shizuoka FC, Central Kobe, Fernando de la Mora, JEF United Chiba và AC Nagano Parceiro.